# Vändslinga

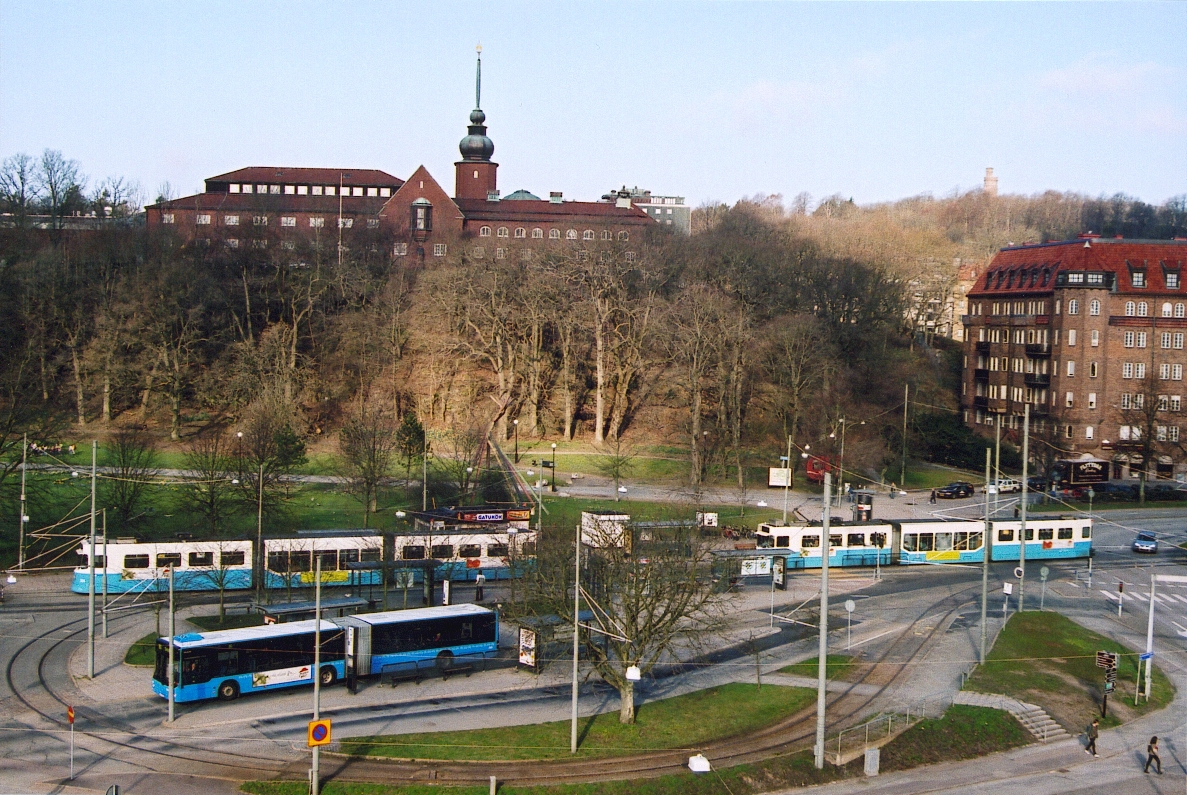
Vändslinga vid Linnéplatsen i Göteborg. Åt vänster i bild går spåret mot Frölunda/Tynnered och Sahlgrenska, åt höger mot Järntorget och Annedal och vidare mot centrum. En spårvagn av typ M31 på linje 2 står inne på hållplatsen på väg mot Högsbotorp (till vänster i bild). En ytterligare spårvagn på linje 1 inkommer bakom denna på väg mot Tynnered. I vändslingan står en buss.
På höjden syns naturhistoriska museet.

En vändslinga är i spårtrafiksammanhang en spåranläggning som möjliggör fysisk vändning av ett spårfordon (normalt spårvagnar), så att fordonet kan byta körriktning utan att framföras från andra änden av fordonet. Spåret bildar en slinga eller en ögla, så att vagnen eller tåget genom att köra genom slingan vänder 180 grader och kan påbörja återresan. 
För spårvagnar av enkelriktningstyp är vändslingor på spårvägsnätet en förutsättning, men med tvåriktningsvagnar kan de undvikas. En vändslinga kan även finnas någonstans längs linjen för extratåg i rusningstrafiken, eller vända vid trafikstörningar. Spårvägsvändslingor kan ha kurvradie ned till 13 m, (i Göteborg bara 20 meter). Vändslingor för tunnelbanetåg förekommer i vissa städer, till exempel London. Vändslingor på järnvägar är mycket ovanliga, men en sådan går att finna på stationen i Stige på Harzer Schmalspurbahnen i Tyskland.

## Andra trafikeringssätt
- Vissa moderna spårvägar byggs utan vändslingor, men med dubbelriktningsvagnar istället, en metod som var vanlig i spårvägarnas barndom och nu kommer tillbaka. Dessa behöver dörrar åt båda sidor. I Stockholm har man haft dubbelriktningsvagnar i många årtionden.
- En annan trafikmetod är "ringlinjer" där spårvägen går i en cirkel, en åtta eller annan geometrisk figur runt i en stad, och alltid kommer tillbaka till ursprungshållplatsen utan att vända. Då spårvägen är dubbelspårig kan olika spårvagnståg trafikera ringlinjen åt olika håll.
- För järnvägar vänder man lok och vagnar genom att loket flyttas till andra änden av tåget. Motorvagnar är alltid i tvåriktningsutförande, liksom moderna lok. Ånglok var inte alltid i tvåriktningsutförande men man hade en vändskiva istället för att vända dem. Järnvägar har stora krav på kurvradie så vändslingor skulle bli mycket stora, med minst cirka 300 meter diameter.

## Olika exempel
I Stockholm finns exempelvis den klassiska vändslingan runt Bellmansro på Djurgården och Norrmalmstorg. I Göteborg finns en underjordisk vändslinga vid Frölunda Torg. Vändslingan vid Centralstationen omsluter ett helt kvarter, där Hotell Eggers är inrymt. Vid Sahlgrenska sjukhuset och Saltholmen i Göteborg, samt i Trumpetaregatan och Kvarnberget i Norrköping finns parkeringsplatser i vändslingorna, och i Angereds Centrum finns ett flertal busshållplatser. 

### Reservvändslingor
I Härlanda, Långedrag och på Wavrinskys plats m.fl. platser finns det reservvändslingor där spårvagnar kan vända vid trafikstörningar.
Reservvändslingan och hållplatsen på Wieselgrensplatsen är nedsänkta i ett schakt under gatunivå. Denna vändslinga är också signalmässigt utrustad så att det lättare går att "backvända" spårvagnar där. Alltså backa vagnen genom slingan. Detta praktiserades i stor omfattning under sommaren 2008 då hisinglinjerna var avskurna från resten av nätet då omfattande spårarbeten företogs på Götaälvbron. Vagnarna kom då i riktning mot Wieselgrensplatsen, stannade vid hållplatsen, fortsatte en liten bit ut på linjen i riktning mot Vågmästareplatsen stannade, och backade sedan genom slingan och kunde fortsätta efter hållplatsuppehåll i riktning mot Biskopsgården. Då sikten är skymd av viadukten i korsningen mellan vändslingan och linjen finns det här punktsignaler.

### Dubbelvändslinga
En av Göteborgs mest komplicerade vändslingor är dubbelvändslingan i Torp eller Kålltorp, samma geografiska plats med olika namn. Här går vändslingorna in i varandra och förbinds dessutom med ett rakt huvudspår. 
En annan typ av dubbelvändslinga finns vid Marklandsgatan/Slottsskogsvallen. Här vetter vändslingornas öppningar mot varandra, så att spårvagnen kan åka runt mellan dem. 
Även vändslingan runt hotell Eggers är dubbel, så att en vagn kan köra från varje håll.

### Stickspårsvändslinga
Vändslingor med flera spår finns det vid Angereds centrum, Tynnered och vid Östra sjukhuset där olika linjer kan vända oberoende av varandra, eller där vagnar kan ställas upp på stickspår (Östra sjukhuset och Kungssten). I Hosjö utanför Malmköping på museispårvägen finns det ett förbigångsspår, där två vagnar kan byta tågordning eller invänta varandra.
En stor vändslinga finns vid Hackescher Markt i Berlin. Här finns det fem parallella spår där en stor mängd spårvagnar kan vända eller tillfälligt ställas upp.

### Vända runt stadsdel
Den största vändslingan i Sverige finns dock vid Klingsberg i Norrköping. Denna slinga omsluter flera kvarter och delar av en park. Slingan innehöll tre hållplatser, däribland den som länge ändhållplats för linje 2, men nyligen lades den ner för reguljär trafik, sedan spårvägen förlängts till Hageby och Navestad. 
I Stockholm vid Norrmalmstorg finns också en vändslinga som omsluter ett helt kvarter och som används av Djurgårdslinjen.

### Järnvägsvändslinga
En av de få järnvägsvändslingorna i Sverige finns i Luleå malmhamn. Den har 500 meter diameter.

## Vändslingor i Sverige

### Göteborg

#### Hisingen
- Eketrägatan (Lundby)
- Varmfrontsgatan (Länsmansgården) (dubbelspår i slingan)
- Väderilsgatan (Biskopsgården)
- Wieselgrensplatsen (Brämaregården)

#### Nordost
- Angered centrum (delvis dubbelspår) (högersväng = vänstertrafik)
- Aprilgatan (Kortedala)
- Nymånegatan (Gamlestan)
- Komettorget (Bergsjön) (dubbelspår i slingan)

#### Väster
- Kungssten
- Långedrag
- Saltholmen (högersväng)

#### Centrum
- Centralstationen (dubbel från varsitt håll, ena högersväng)
- Doktor Sydows Gata (Guldheden)
- Lana (Krokslätt) (högersväng)
- Linnéplatsen
- Sahlgrenska Norra
- Sankt Sigfrids Plan (Örgryte)
- Wavrinskys Plats (Guldheden) (högersväng)

#### Öster
- Härlanda (högersväng)
- Kålltorp/Torp (dubbel från varsitt håll)
- Östra Sjukhuset

#### Sydväst
- Frölunda torg (underjordisk)
- Marklandsgatan/Slottsskogsvallen (Högsbo) (dubbel så att öppningarna möts)
- Opaltorget (Tynnered) (dubbelspår i slingan)

#### Mölndal
- Mölndal Centrum

### Norrköping
- Folkets park
- Fridvalla
- Klingsberg
- Klockaretorpet
- Ljura (uppriven 2010)
- Norr tull
- Kvarnberget
- Trumpetaregatan
- Vidablick

### Stockholm
- Norrmalmstorg
- Skansen
- Waldemarsudde (Djurgården)

Spårväg City använder sig av vändslingor på Djurgården (Skansen och Waldemarsudde), och säckvänder inne i city (Sergels torg).
Tvärbanan, Nockebybanan och Lidingöbanan har inte vändslingor utan de har tvåriktningsvagnar som säckvänder. Att säckvända innebär att tåget kör in på ändhållplats/slutstation där föraren får gå till andra änden av tåget och köra åt andra hållet.
Innan September 1967 fanns mer omfattande spårvagnstrafik i Stockholm, som hade vändslingor. Det byggdes under en lång tid tunnelbanespår som trafikerades med dubbelriktade spårvagnar (Ängbyvagn) under en period tills tunnelbanetåg tog över. I samband med det minskade man på traditionella enkelriktade spårvagnar. Det fanns kvar en del dubbelriktade vagnar från trafiken på tunnelbanespår som sedan användes på Nockebybanan och Lidingöbanan.

### Övriga landet
- i Ånge finns en vändslinga för järnväg som egentligen är två olika spår som når stationen från var sitt håll, för att undvika vändningar av tåg.
- i Hallsberg finns också en sådan vändslinga för järnväg.
- i Luleå malmhamn.
- norr om Nyland, Västernorrlands län, planeras en vändslinga för järnväg (kurvradie 300 m). Den var planerad att vara klar 2011 men bygget har skjutits upp till en obestämd tidpunkt.